# لوکا فالبو
لوکا فالبو (انگلیسی: Luca Falbo؛ زادهٔ ۲۱ فوریهٔ ۲۰۰۰) بازیکن فوتبال است.
از باشگاه‌هایی که در آن بازی کرده‌است می‌توان به باشگاه ورزشی لاتزیو اشاره کرد.